# 1998-as magyar teniszbajnokság
Az 1998-as magyar teniszbajnokság a kilencvenkilencedik magyar bajnokság volt. A bajnokságot szeptember 28. és október 4. között rendezték meg Budapesten, a Vasas Pasaréti úti és Folyondár utcai tenisztelepén. A vegyes párost csak december 14-én fejezték be a Feneketlen-tavi MTK teniszcentrumban, mivel az eredeti időpontban a férfiak külföldi elfoglaltsága miatt a döntőt nem tudták lejátszani.

## Eredmények
| Versenyszám  | Arany                                                      | Arany | Ezüst                                           | Ezüst | Bronz | Bronz |
| ------------ | ---------------------------------------------------------- | ----- | ----------------------------------------------- | ----- | --- | ----- |
| Férfi egyéni | Sávolt Attila Római Teniszakadémia                         |       | Jaross Gábor Római Teniszakadémia               |       | Veress Balázs Római TeniszakadémiaJancsó Miklós Római Teniszakadémia                                                 |       |
| Női egyéni   | Földényi Annamária Vasas SC                                |       | Mandula Petra LRI-Malév SC                      |       | Hegedűs Adrienn LRI-Malév SCSzűcs Enikő Metró RSC                                                                    |       |
| Férfi páros  | Bardóczky Kornél, Papp Zoltán BSE, LRI-Malév SC            |       | Veress Balázs, Fonó László Római Teniszakadémia |       | Kóczán Viktor, Nagy Zoltán IDOM Team 2000 TSEBöröczky Zoltán, Váci Balázs LRI-Malév SC                               |       |
| Női páros    | Földényi Annamária, Hegedűs Adrienn Vasas SC, LRI-Malév SC |       | Kovács Krisztina, Molnár Eszter Bp. Spartacus   |       | Forgács Annamária, Németh Tünde BSE, Zalaegerszegi TEBerecz-Szatmári Boglárka, Berecz-Szatmári Kinga BSE             |       |
| Vegyes páros | Madarassy Péter, Mandula Petra MTK, LRI-Malév SC           |       | Kisgyörgy Gergely, Pákay Edit MTK, Vasas SC     |       | Petrovics Szilárd, Németh Tünde Pécs VTC, Zalaegerszegi TEDajka László, Molnár Eszter Nyíregyházi VTC, Bp. Spartacus |       |